# Imposta sul consumo e di fabbricazione
Le imposte sul consumo e di fabbricazione, altresì conosciute con il nome di accise, sono tributi previsti dalla legislazione fiscale italiana, specifici, a carattere speciale, in quanto colpiscono solo determinati beni nel momento in cui escono dal loro ciclo produttivo o vengono importati, rientranti nella categoria delle imposte indirette a forma imperfetta.

## Storia
La storia italiana delle imposte sul consumo e di fabbricazione in età moderna affonda le proprie radici sin nel XIX secolo, quando, nel 1864, venne per la prima volta introdotta l’imposta sul consumo di birra e bevande gassate.
Tuttavia, la maggior parte della disciplina in materia si ebbe nel corso del ventennio fascista. Questi tributi, infatti, per la loro idoneità a garantire gettiti celeri e consistenti, vennero impiegati per finanziare alcune guerre, come quella in Etiopia nel 1935. L’accumularsi nel corso del tempo di regi decreti e regi decreti-legge prima e di decreti-legge e legislativi con l’età repubblicana, ha fatto sorgere il bisogno di operare una sistemazione organica delle disposizioni.
La riforma fiscale degli anni ’70 ha posto le basi del sistema tributario vigente, sino a condurre alla redazione del Testo Unico sulle Accise (di seguito TUA), Decreto legislativo 26 ottobre 1995, n. 504, in forza della Legge 29 ottobre 1993, n. 427 427/1993 di conversione del Decreto-legge 30 agosto 1993, n. 331. Deve essere riconosciuta, in questo processo evolutivo della normativa nazionale, l’influenza dell’allora Comunità Europea sotto almeno due profili; da un lato, molti prodotti in precedenza soggetti ad imposta sul consumo e di fabbricazione vennero in parte esentati ed in parte assoggettati al nascente regime fiscale IVA, mentre dall’altro venne reintrodotto il termine accise, da lungo tempo caduto in disuso in Italia a causa della valenza vessatoria che aveva assunto.
La politica comunitaria, improntata all’abbattimento di tutte le frontiere interne, trovò proprio nelle accise la ragione del mantenimento di quelle fiscali; l'impasse venne superato prima con il Libro Bianco del 1985, istitutivo di un sistema di magazzini doganali collegati tra loro in modo tale da consentire l’applicazione del principio di destinazione, poi con l’emanazione dell’Atto Unico europeo del 1986, volto a rafforzare il mercato interno alla Comunità. Si è così proceduto ad una progressiva armonizzazione dell’imposta in parola, realizzata con le Direttive 1992/12/CEE, 1992/79/CEE, 1992/81/CEE e 1992/83/CEE, in seguito trasposte nel già citato decreto legislativo 504/1995.
Tuttavia, questo processo di ravvicinamento tra le normative in materia di accise previste da ciascuno degli Stati membri non interessò l’intera materia; all’indomani dell’intervento governativo italiano, si potevano infatti distinguere tra loro imposte armonizzate e non; le prime concernenti spiriti, birra, oli minerali, energia elettrica, gas metano, olii lubrificanti e bitumi, mentre le seconde tabacchi e fiammiferi, ancora disciplinati rispettivamente dai decreto-legge 331/1993 e regio-decreto 560/1923.
Tale situazione di bipartizione del tributo si è protratta sino al XXI secolo, quando sono state introdotte due centrali riforme in Italia: da un lato, l’assimilazione del termine di pagamento delle accise sui tabacchi alle regole generali di cui all’articolo 3 TUA e, dall’altra, l’abrogazione, con decreto legislativo 188/2014, della tabella riportante le aliquote per la produzione di fiammiferi di cui all’Allegato 1 del TUA e degli articoli 62-bis e 62-ter TUA.
Pertanto, il Testo Unico sulle Accise resta la principale fonte normativa in materia. Nel corso degli anni è stato tuttavia soggetto a numerose modifiche, anche per mezzo dell’influenza dell’allora Comunità Europea, oggi Unione Europea. A mero titolo esemplificativo, possono essere citate la Direttiva 2003/96/CE, riguardante la ristrutturazione della tassazione di prodotti energetici ed elettricità, la Direttiva 2008/118/CE, introduttiva di un regime generale per il corretto funzionamento del Mercato Unico, e la Direttiva 2020/262/CE. Quest’ultima ha comportato una riforma dell’intera sezione introduttiva del TUA a mezzo del Decreto legislativo 5 novembre 2021, n. 180, la maggior parte delle disposizioni del quale entrerà in vigore a far corso dal 13 febbraio 2023, come previsto dall’articolo 3 dello stesso.

## Finalità
Le accise sono state introdotte dal legislatore con lo scopo di colpire la capacità contributiva del consumatore. A questa finalità se ne affiancano ulteriori tre, qualificate, per distinguerle dalla prima, come extrafiscali:
- protezionismo: un impiego rafforzato di queste imposte consente di attuare politiche protezionistiche;
- redistribuzione della ricchezza: l’assorbimento dei sopra redditi è conseguenza della tassazione di spese voluttuarie;
- tutela di ambiente e salute: l’imposizione sui consumi che il legislatore intende diminuire per via indiretta, non potendo vietarli, consente di perseguire la salubrità ambientale o la salute fisica. Si parla talora di tributi ambientali per indicare il fatto che questi includono nel prezzo del bene i costi per la rimozione dell’inquinamento dal bene stesso o dal suo processo di produzione generato.

## Principi informatori
Le imposte sul consumo e di fabbricazione sono costruite nel rispetto di quattro principi: 
- generalità dell’imposta, data dal fatto che vengono colpiti dalla tassazione beni di largo consumo;
- rapidità e semplicità dell’accertamento;
- immediatezza e costanza del gettito;
- rapidità della manovra fiscale, realizzabile con una revisione delle aliquote.

## Bene soggetto e bene assoggettato ad accisa
Per bene soggetto ad accisa si intende il prodotto quando si sia già verificato il presupposto per il sorgere dell’obbligazione, ma il debito non sia ancora divenuto esigibile, causa la mancata immissione in commercio.
Per bene assoggettato ad accisa, al contrario, si intende il prodotto per il quale si sia già versata la dovuta imposta sul consumo e di fabbricazione.

## Presupposti ed esigibilità
Con riferimento alle accise, il momento del sorgere dell’obbligazione tributaria e quello della sua esigibilità sono differenti, come previsto dall’articolo 2 commi 1 e 2 TUA. Stando alla lettera della norma, infatti, il fatto generatore coinciderebbe con il momento della fabbricazione o dell’importazione del bene; per effetto del decreto legislativo 180/2021, con vigenza a decorrere dal 13 febbraio 2023, alle due ipotesi citate ne viene aggiunta una terza, ossia l’ingresso irregolare della merce sul suolo italiano.
Per quanto concerne l’esigibilità del tributo, essa sorge in un differente momento, coincidente con l’immissione in consumo, effettiva o presunta; il significato della locuzione viene analiticamente declinato al comma 2 dell’articolo di riferimento sopra citato.
Tuttavia, la dottrina si divide tra coloro che sostengono che la fattispecie delle accise sia a formazione progressiva, come si evince da quanto descritto in precedenza, e coloro, in minoranza, che invece ritengono sia unitaria. A favore di quest’ultima tesi, i suoi sostenitori argomentano che indice della capacità contributiva del soggetto passivo non sarebbero la fabbricazione o l’importazione della merce, ma la sua messa in consumo, che costituirebbe dunque il solo presupposto di fatto dell’imposta. Sulla questione si è espressa anche la Corte di Cassazione, sezione tributaria, confermando la prima delle due ricostruzioni, ossia quella aderente al testo dell’articolo 2 TUA.

## Soggetti passivi
I soggetti tenuti al pagamento delle accise sono individuati dall’articolo 2 comma 4 TUA nei:
- titolari di depositi fiscali, in solido con eventuali garanti del pagamento o altri soggetti nei cui confronti si siano verificate le condizioni di esigibilità;
- destinatari registrati che ricevano oli lubrificanti e altri prodotti ex articolo 8 TUA;
- in casi di importazione, il debitore dell’obbligazione doganale in solido con eventuali altri soggetti che abbiano collaborato all’introduzione delle merci sul suolo italiano, ove essa sia avvenuta irregolarmente.

Le informazioni sui suddetti operatori economici sono raccolte, a partire dal 1996, in forza della Circolare Ministeriale 150/D, in un apposito archivio digitale. Questo è stato istituito presso il Centro Elettronico Nazionale del Dipartimento delle Dogane e delle Imposte Indirette, a disposizione del Ministero dell'Economia e delle Finanze; la piattaforma consente di attribuire loro dei codici identificativi alfanumerici, denominati “codice ditta” e “codice accisa”.
L’Agenzia delle Dogane e dei Monopoli, con la Risoluzione del 2019 n. 1/D, è intervenuta, con riferimento specifico agli esercenti deposito fiscale, precisando che, obbligati al versamento dell’accisa, restano sempre costoro, anche laddove effettuino servizi di mera detenzione di beni soggetti al tributo per conto di terzi, senza intervenire nell’attività di commercializzazione degli stessi.
Con vigenza a decorrere dal 13 febbraio 2023, il decreto legislativo 180/2021, oltre ad intervenire sulla identificazione dei soggetti passivi di cui alle lettere a, b e c, ha inoltre aggiunto il comma 4-bis all’articolo 2 TUA, con il quale è previsto che, ove vi fossero più coobbligati al versamento dell’imposta, tali soggetti ne risponderebbero solidalmente.
Sebbene, a norma delle disposizioni vigenti, tenuti al pagamento delle imposte sul consumo e di fabbricazione siano coloro che hanno la disponibilità fiscale delle merci, tuttavia quanto da questi versato viene in ultima istanza traslato sul consumatore a mezzo di un aumento del prezzo del bene. D’altronde, l’intento implicito di colpire la capacità contributiva degli acquirenti finali risulta dallo stesso articolo 16 comma 3 TUA, che riserva agli obbligati al versamento dell’accisa diritto di rivalsa verso i cessionari dei prodotti, ossia verso i consumatori.
Da un punto di vista costituzionale italiano, pertanto, il sistema sarebbe coerente con l’articolo 53 della Costituzione , poiché il legislatore avrebbe assunto, a presupposto del tributo, la forza economica, espressa dal soggetto obbligato, a mezzo dello svolgimento di un’attività commerciale tale da consentirgli l’immissione in consumo delle merci. Non manca chi ha evidenziato come, pena il contrasto con la Costituzione, si debba assumere che sia stata considerata altresì la capacità contributiva del consumatore, nel caso di specie rappresentata dalla forza economica palesata all’atto dell’acquisto del bene.

## Determinazione dell'imposta
Le accise, come sopra accennato, sono tributi specifici a carattere speciale, rientranti nella categoria delle imposte indirette a forma imperfetta.
La specialità discende dal fatto che non tutti i beni sono oggetto di tale imposizione, ma solo quelli tassativamente indicati dalla legge, che vengono identificati a mezzo della nomenclatura combinata (NC) comune entro i confini dell’Unione Europea. In caso di controversie sulla classificazione del prodotto, la competenza spetta alla Direzione regionale dell'Agenzia delle dogane, che applica il Decreto del presidente della Repubblica 23 gennaio 1973, n. 43, salvo che l'oggetto siano tabacchi lavorati, nel qual caso la decisione deve essere assunta dalla Direzione generale dell'Amministrazione autonoma dei monopoli di Stati, in conformità agli articoli 39-bis e 39-ter TUA.
Alcuni autori, poi, ne qualificano la forma come imperfetta a causa delle modalità di determinazione del quantum dovuto: esso, infatti, dipende non già dal prezzo di vendita delle merci, ma dalla loro quantità. In conseguenza se ne spiega allora la specificità, che non è altro che la previsione di aliquote fisse per unità di misura del prodotto normativamente predeterminate.
Per queste ragioni si è talora criticata la struttura stessa dell’accisa, evidenziandone la sperequazione a sfavore di tipi di beni che, a parità di quantità, avessero un valore monetario inferiore una volta immessi sul mercato. Il problema sarebbe però per alcuni autori di pronta soluzione, a mezzo della previsione di tassi diversi per differenti sottocategorie di un medesimo prodotto.
La determinazione dell’importo monetario imposto è dunque pari all’aliquota prevista per il bene in oggetto al momento della sua immissione in consumo, moltiplicata per la quantità del bene stesso. Il  valore dei tassi, su adm.gov.it., è periodicamente aggiornato.

## Versamento dell'imposta
Il versamento dell’accisa deve avvenire, per ciascun mese, entro il giorno 16 del successivo, fatta eccezione per quelli immessi in consumo nel mese di luglio, per i quali il termine è fissato il 20 agosto, o dal 1 al 15 dicembre, per i quali la scadenza è il 27 dello stesso mese.
Il versamento può avvenire con:
- il modello F24 accise;
- direttamente presso la Tesoreria Provinciale dello Stato;
- a mezzo di bonifico bancario.

Qualora il titolare del deposito fiscale dovesse versare in condizioni oggettive e temporanee di difficoltà economica, purché documentate e riscontrabili, ha facoltà di rateizzare l’imposta dovuta, per le immissioni avvenute nel mese precedente, presentando, prima della scadenza, istanza all’Agenzia delle Dogane e dei Monopoli, che ha facoltà di accoglimento o rigetto. È possibile presentare non più di due domande della stessa natura prima che sia avvenuto il pagamento di quanto già rateizzato. Il mancato versamento di anche solo una rata, se non di lieve entità, comporta la decadenza dalla rateizzazione.
In caso di ritardo nel pagamento, l’articolo 3 comma 4 TUA prevede l’applicazione di un’indennità di mora del 6%, riducibile al 2% qualora l’obbligato adempia entro cinque giorni dalla scadenza; in ogni caso, ad essa vengono sommati gli interessi maturati, in misura pari al tasso stabilito per il pagamento differito di diritti doganali.
Da lungo tempo, inoltre, la giurisprudenza dibatte sulla cumulabilità tra interessi ex articolo 3 comma 4 TUA e sanzione amministrativa ex articolo 13 del Decreto legislativo 18 dicembre 1997, n. 471, pari al 30% calcolato sulla base dell’accisa dovuta, sottratta l’indennità di mora. In materia non vi è concordia e i giudici, tanto di merito quanto di legittimità, si dividono tra posizioni contrapposte. Coloro che ne sostengono la compatibilità, affermano che la norma contiene una previsione generale applicabile a tutti i tributi e che i due istituti perseguono scopi diversi: di reintegrazione patrimoniale il primo e afflittivo il secondo. Gli altri, invece, sostengono la tesi opposta in applicazione del principio ordinatore lex specialis derogat generali, per cui l'articolo 13 decreto legislativo 471/1997 non troverebbe in questi casi applicazione, poiché derogato dall’articolo 3 TUA in ossequio ai principi di specialità, uguaglianza e ragionevolezza.

## Abbuono
L’abbuono dell’imposta è concesso, ai sensi dell’articolo 4 comma 1 TUA, solo con riferimento alle merci in regime sospensivo, quando si realizzi la perdita o distruzione delle stesse per caso fortuito o forza maggiore; l’onere della prova grava sull’obbligato al versamento del tributo.
Per la prima parte del comma, la legislazione italiana ricalca il contenuto dell’articolo 7 paragrafo 4 della Direttiva 2008/118/CE, mentre se ne discosta in seguito, parificando alle ipotesi illustrate il caso di perdita o distruzione delle merci per fatti imputabili a terzi o al medesimo soggetto passivo, purché a titolo di colpa non grave. Ancora, l’abbuono potrebbe essere concesso per perdite che siano inerenti alla natura stessa del prodotto, ma solo nei limiti previsti con Decreto 18 settembre 1997 n. 383 del Ministero dell'economia e delle finanze.
Lo stringente novero di casi per l’applicazione dell’istituto è dovuto al fatto che, trattandosi di un caso di esclusione dal versamento del tributo e non già di esenzione, si rende necessario che a giustificarlo vi sia un interesse meritevole di tutela.
Infine, la ratio sottesa alla norma consiste nell’evitare che il soggetto passivo paghi l’imposta su di un bene che non potrà effettivamente mettere in commercio, condizione necessaria per potersi rivalere sul concessionario, sulla cui capacità contributiva grava il tributo, sebbene per via indiretta.

## Rimborso
Ai sensi dell’articolo 14 TUA, il rimborso di quanto versato a titolo di accisa può essere richiesto quando:
- sia stata indebitamente pagata l’imposta;
- sia stata accordata un’agevolazione mediante restituzione totale o parziale del tributo[29];
- i beni siano trasferiti in altro Stato membro o esportati;
- si realizzino miscelazioni il cui prodotto finale è sottoposto ad accisa per un valore inferiore rispetto alla somma di quelle versate sui singoli componenti;
- a seguito di provvedimento giurisdizionale, il soggetto passivo sia condannato alla restituzione delle somme ai terzi ai quali gli importi erano stati illegittimamente addebitati a titolo di rivalsa.

Per le prime due ipotesi, il rimborso deve essere richiesto, a pena di decadenza, entro due anni dal pagamento o dalla data in cui il diritto diviene esercitabile, salvo che per coloro i quali è prevista la presentazione di una dichiarazione, nel qual caso il termine decorrerà dal momento della trasmissione della stessa; nel terzo e quarto caso in elenco, invece, i due anni decorrono dal momento in cui sono state effettuate le operazioni di trasferimento o miscelazione; nell’ultima ipotesi, il termine è di novanta giorni, decorrente dal passaggio in giudicato della sentenza di condanna alla restituzione delle somme.
Il rimborso prevede la restituzione di quanto versato a titolo di accisa e degli interessi, calcolati sul tasso legale, dalla data di presentazione della richiesta e può essere corrisposto anche nella forma di accredito dell’imposta, da utilizzare per il pagamento del tributo.
Non sono tuttavia mai rimborsabili le somme inferiori o pari a 30 €.

## Agevolazioni
Talora, con riferimento ai beni soggetti ad accise, il legislatore ha previsto una riduzione dei tassi, fino all’esenzione dall’imposta, in forza dell’uso finale cui detti prodotti siano destinati. La casistica è contenuta nello stesso Allegato 1 del TUA.

## Esenzioni
Fuori del caso di esenzione dall’imposta previsto nelle tassative ipotesi di cui all’Allegato 1 del TUA, il legislatore ha previsto ulteriori ipotesi generiche di cui all’articolo 17 comma 1 TUA, ai sensi del quale il tributo non è dovuto quando le merci sono destinate:
- a forniture in forza di relazioni diplomatiche o consolari;
- ad Organizzazioni internazionali riconosciute, nei limiti e condizioni previsti dalle Convenzioni e Accordi internazionali;
- ad una qualunque Forza Armata NATO;
- al consumo entro Accordi stipulati con Paesi terzi o Organizzazioni internazionali, a norma dei quali i prodotti sono esenti anche da IVA.

Il comma 4-bis contempla invece casi di esenzione con riferimento ai soli tabacchi lavorati; l’accisa sugli stessi non è dovuta quando siano:
- denaturati per l’uso industriale o orticolo;
- distrutti sotto sorveglianza amministrativa;
- destinati a prove scientifiche o di qualità;
- riusati dal loro produttore.

In tutte le ipotesi previste dall’articolo 17 TUA, la decadenza dall’obbligo di versamento dell’imposta sul consumo e di fabbricazione ha la propria ratio non solo nell’uso effettivo fattone delle merci, come già per i casi di cui all’Allegato 1 TUA, ma anche nella natura dei soggetti destinatari delle stesse.

## Circolazione
La circolazione delle merci avviene sempre con un documento di accompagnamento, secondo quanto disposto dall’Unione Europea, differente in base al fatto che i beni siano soggetti o assoggettati ad accisa.
Per i primi si può alternativamente scegliere tra:
- DAA: Documento di Accompagnamento Accise, conforme all’allegato al Regolamento 2719/92/CE e riprodotto in quattro esemplari; se di più, essi devono essere numerati e quelli eccedenti il numero legale riportare la dicitura “non valido ai fini del regime delle accise”;
- documento commerciale: la sua validità è subordinata al fatto che riporti tutte le informazioni contenute nel DAA. Esso viene emesso con l’impiego di copie stampate dalle tipografie autorizzate dal Ministero dell'economia e delle finanze[30].

Per i secondi si può alternativamente scegliere tra:
- DAS: Documento di Accompagnamento Semplificato, conforme all’allegato al Regolamento 3649/92/CE e riprodotto in tre esemplari; se di più, essi devono essere numerati e quelli eccedenti il numero legale riportare la dicitura “non valido ai fini del regime delle accise”;
- documento commerciale: la sua validità è subordinata al fatto che riporti tutte le informazioni contenute nel DAS. Esso viene emesso con l’impiego di copie stampate dalle tipografie autorizzate dal Ministero dell'economia e delle finanze[30].

A decorrere dal 10 maggio 2020, è stato disposto l’obbligo di presentazione dei documenti di accompagnamento (DAA e DAS) in forma telematica, fatto salvo il solo caso di indisponibilità dei sistemi informatici.

## Accertamento, contenzioso e sanzioni

### Accertamento
I poteri e i controlli di cui è incaricata l’Amministrazione finanziaria con riferimento al gettito delle imposte sul consumo e di fabbricazione sono legislativamente previsti all’articolo 18 TUA. Poiché l’accisa è calcolata sul quantum prodotto e non sul valore monetario delle merci, nei depositi fiscali e negli impianti soggetti a denuncia può essere disposta l’apposizione agli apparecchi di bolli, suggelli o strumenti di misura.
Ai fini degli accertamenti, possono essere costituiti, presso il deposito fiscale, uffici finanziari di fabbrica, salvo qualora le merci siano tabacchi lavorati, nel qual caso procede direttamente e permanentemente l’Amministrazione finanziaria; tutti i soggetti elencati possono, per esercitare i poteri di controllo, avvalersi dei militari della Guardia di Finanza.

### Processo verbale di constatazione
La notificazione del processo verbale, che prospetti il recupero del tributo e l’applicazione di imposte, non è idonea a provocare l’interruzione dei termini di prescrizione del credito d’imposta di cinque anni e non sposta il termine decadenziale sanzionatorio previsto dall’articolo 20 del Decreto legislativo 18 dicembre 1997, n. 472.

### Contraddittorio
Poiché non sussiste, nell’ordinamento italiano, alcun obbligo generico di contraddittorio endoprocedimentale in fase di accertamento, la mancata instaurazione dello stesso da parte dell’Amministrazione finanziaria non comporta l’invalidità dell’atto. Detto obbligo deve ritenersi sussistere, per il principio di derivazione comunitaria, riguardo alle sole accise armonizzate; anche in questo caso, tuttavia, la nullità del provvedimento potrà essere dichiarata solo ove il contribuente enunci le ragioni che avrebbe potuto far valere in sede di contraddittorio e ove esse siano tali da non far apparire l’opposizione pretestuosa.

### Recupero delle somme
Nei casi di abbuono indebito, restituzione o mancato pagamento delle accise, l’Amministrazione finanziaria, a norma del Decreto legislativo 13 aprile 1999, n. 112, può attivare la procedura di riscossione coattiva delle somme dovute. L’impiego di detta procedura è subordinato alla previa notifica dell’avviso di pagamento, che deve avvenire entro cinque anni dalla violazione, salvo nell’ipotesi in cui siano configurabili reati, nel qual caso deve avvenire entro dieci anni dalla violazione; dalla data della notifica decorre inoltre il termine di trenta giorni per l’adempimento delle obbligazioni.
Non sono tuttavia mai soggette a recupero le somme inferiori o pari a 30 €.

### Ravvedimento operoso
Per effetto del Decreto-legge 22 ottobre 2016, n. 193, convertito con  Legge 1 dicembre 2016, n. 225, viene estesa l’applicazione della disciplina del ravvedimento operoso (ex articolo 13 Decreto legislativo n. 472/1997) anche ad alcuni casi inerenti tributi di competenza dell’Agenzia delle dogane e dei monopoli, entro i limiti dettati dalla legge, con una conseguente riduzione delle sanzioni per violazioni in materia di accisa:
- ad 1/10 del minimo, nei casi di mancato pagamento del tributo o di un acconto, se eseguito nel termine di trenta giorni dalla commissione;
- ad 1/9 del minimo, se la regolarizzazione degli errori e delle omissioni si ha entro novanta giorni dalla data dell'omissione o dell'errore ovvero se la regolarizzazione si ha entro novanta giorni dal termine per la presentazione della dichiarazione contenente l'omissione o l'errore;
- ad 1/8 del minimo, se la regolarizzazione degli errori e delle omissioni si ha entro il termine per la presentazione della dichiarazione relativa all'anno nel corso del quale è stata commessa la violazione ovvero, laddove non sia previsto l’obbligo di dichiarazione periodica, entro un anno dall'omissione o dall'errore;
- ad 1/7 del minimo, se la regolarizzazione degli errori e delle omissioni si ha entro il termine per la presentazione della dichiarazione relativa all'anno successivo a quello nel corso del quale è stata commessa la violazione ovvero, laddove non sia previsto l’obbligo di dichiarazione periodica, entro due anni dall'omissione o dall'errore;
- ad 1/6 del minimo, se la regolarizzazione degli errori e delle omissioni si ha una volta decorso il termine per la presentazione della dichiarazione relativa all'anno successivo a quello nel corso del quale è stata commessa la violazione ovvero, laddove non sia previsto l’obbligo di dichiarazione periodica, oltre due anni dall'omissione o dall'errore.

Può beneficiare delle riduzioni previste di cui sopra anche il contribuente che abbia avuto conoscenza formale di ispezioni, verifiche o attività di accertamento di altro genere; al contrario, egli non potrà beneficiarne qualora sia stato destinatario di avvisi di pagamento o di atti di accertamento.

### Sanzioni amministrative
La competenza per l’applicazione delle sanzioni amministrative relative alle violazioni accertate è in capo all’Ufficio delle Dogane e all’Ufficio regionale dei Monopoli, ciascuno nei limiti del proprio ambito territoriale.

### Sanzioni penali
Oltre alle sanzioni amministrative, ne sono altresì previste di natura penale per chi tenga le condotte tassativamente elencate agli articoli 40 e seguenti del TUA. La gravità di questi comportamenti è deducibile dalla stessa formulazione delle disposizioni, che contengono reati comuni, ossia costruiti in modo tale che chiunque li possa commettere.

## Prodotti soggetti ad accisa

### Prodotti soggetti ad accisa in generale
L’elenco dei prodotti soggetti ad accisa è tassativo e ricavabile dall’Allegato 1 del TUA; essi sono, in sintesi: prodotti energetici (benzina; petrolio lampante o cherosene; oli da gas o gasolio; oli vegetali non modificati chimicamente; oli combustibili ATZ; oli combustibili BTZ; oli minerali, greggi e naturali; GPL; carbone, lignite, coke), gas naturale, energia elettrica, oli lubrificanti, bitumi di petrolio, alcole e bevande alcoliche (alcole etilico; vino; birra; bevande fermentate diverse dal vino e dalla birra; prodotti alcolici intermedi) e tabacchi lavorati.
Le disposizioni contenute agli articoli 21 e seguenti del Testo Unico sulle Accise sostituiscono, in quanto speciali, quelle eventualmente contrastanti contenute negli articoli precedenti.

### Prodotti energetici
La disciplina speciale è contenuta negli articoli da 21 a 26 TUA.
Ad esempio, l’articolo 24 prevede l’esenzione o riduzione dell’aliquota su detti prodotti, quando siano destinati agli usi previsti dall’Allegato 1 del TUA.
| Prodotti | Uso come carburante         | Uso per riscaldamento                | Uso per produzione di energia elettrica | Usi industriali                          |
| --- | --------------------------- | ------------------------------------ | --------------------------------------- | ---------------------------------------- |
| Benzina | 478,40 € per mille litri    | -                                    | -                                       | -                                        |
| Petrolio lampante o cherosene                                                                                     | 337,49064 € per mille litri | 337,49064 € per mille litri          | -                                       | -                                        |
| Olio da gas o gasolio                                                                                             | 367,40 € per mille litri    | 403,21391 € per mille litri          | 12,8 € per mille litri                  | -                                        |
| Oli vegetali non modificati chimicamente                                                                          | -                           | -                                    | esenzione                               | -                                        |
| Oli combustibili densi ATZ                                                                                        | -                           | 128,26775 € per mille kg             | 15,4 € per mille kg                     | 63,75351 € per mille kg                  |
| Oli combustibili semifluidi ATZ                                                                                   | -                           | 216,92378 € per mille kg             | 15,38234 per mille kg                   | 168,53796 € per mille kg                 |
| Oli combustibili fluidi ATZ                                                                                       | -                           | 234,65477 € per mille kg             | 15,37880 € per mille kg                 | 189,49475 € per mille kg                 |
| Oli combustibili fluidissimi ATZ                                                                                  | -                           | 465,15982 € per mille kg             | 15,33287 € per mille kg                 | 461,93403 € per mille kg                 |
| Oli combustibili densi BTZ                                                                                        | -                           | 64,2421 € per mille kg               | 15,4 € per mille kg                     | 31,38870 € per mille kg                  |
| Oli combustibili semifluidi BTZ                                                                                   | -                           | 168,90413 € per mille kg             | 15,38234 € per mille kg                 | 144,26449 € per mille kg                 |
| Oli combustibili fluidi BTZ                                                                                       | -                           | 189,83664 € per mille kg             | 15,37880 € per mille kg                 | 166,83934 € per mille kg                 |
| Oli combustibili fluidissimi BTZ                                                                                  | -                           | 461,95830 € per mille kg             | 15,33287 € per mille kg                 | 460,31597 € per mille kg                 |
| Oli minerali, greggi e naturali                                                                                   | -                           | -                                    | 15,4 € per mille litri                  | -                                        |
| GPL | 182,61 € per mille kg       | 189,94458 € per mille kg             | 0,70 € per mille kg                     | -                                        |
| Carbone, lignite e coke                                                                                           | -                           | 15,00 € per mille kg, se non impresa | 11,8 € per mille kg                     | -                                        |
| Carbone, lignite e coke                                                                                           | -                           | 12,00 € per mille kg, se impresa     | 11,8 € per mille kg                     | -                                        |
| Gas naturale | 0,00331 € al m3             | 0,012498 al m3                       | 0,45 € per mille m3                     | 0,044 € per m3 fino a 120 m3 annui       |
| Gas naturale | 0,00331 € al m3             | 0,012498 al m3                       | 0,45 € per mille m3                     | 0,175 € per m3 da 120 m3 a 480 m3 annui  |
| Gas naturale | 0,00331 € al m3             | 0,012498 al m3                       | 0,45 € per mille m3                     | 0,170 € per m3 da 480 m3 a 1560 m3 annui |
| Gas naturale | 0,00331 € al m3             | 0,012498 al m3                       | 0,45 € per mille m3                     | 0,186 € per m3 da 1560 m3 annui          |
| Gas naturale dei territori di cui all'articolo 1 del Decreto del presidente della Repubblica 6 marzo 1978, n. 218 | -                           | -                                    | -                                       | 0,038 € per m3 fino a 120 m3 annui       |
| Gas naturale dei territori di cui all'articolo 1 del Decreto del presidente della Repubblica 6 marzo 1978, n. 218 | -                           | -                                    | -                                       | 0,135 € per m3 da 120 m3 a 480 m3 annui  |
| Gas naturale dei territori di cui all'articolo 1 del Decreto del presidente della Repubblica 6 marzo 1978, n. 218 | -                           | -                                    | -                                       | 0,120 € per m3 da 480 m3 a 1560 m3 annui |
| Gas naturale dei territori di cui all'articolo 1 del Decreto del presidente della Repubblica 6 marzo 1978, n. 218 | -                           | -                                    | -                                       | 0,1150 € per m3 da 1560 m3 annui         |

| Aliquote specifiche | Aliquote specifiche                      | Aliquote specifiche                      | Aliquote specifiche       |
| --- | ---------------------------------------- | ---------------------------------------- | ------------------------- |
| Azionamento delle autovetture da noleggio da piazza, compresi i motoscafi che in talune località sostituiscono le vetture da piazza e quelli lacuali, adibiti al servizio pubblico da banchina per il trasporto di persone | GPL                                      | GPL                                      | 40% dell'aliquota normale |
| Azionamento delle autovetture da noleggio da piazza, compresi i motoscafi che in talune località sostituiscono le vetture da piazza e quelli lacuali, adibiti al servizio pubblico da banchina per il trasporto di persone | Gas naturale                             | Gas naturale                             | 40% dell'aliquota normale |
| Azionamento delle autoambulanze, destinate al trasporto degli ammalati e dei feriti di pertinenza di vari enti di assistenza e pronto soccorso da determinare con provvedimento dell'Amministrazione finanziaria           | Benzina                                  | Benzina                                  | 359,00 € per mille litri  |
| Azionamento delle autoambulanze, destinate al trasporto degli ammalati e dei feriti di pertinenza di vari enti di assistenza e pronto soccorso da determinare con provvedimento dell'Amministrazione finanziaria           | Gasolio                                  | Gasolio                                  | 330,00 € per mille litri  |
| Azionamento delle autoambulanze, destinate al trasporto degli ammalati e dei feriti di pertinenza di vari enti di assistenza e pronto soccorso da determinare con provvedimento dell'Amministrazione finanziaria           | GPL                                      | GPL                                      | 40% dell'aliquota normale |
| Azionamento delle autoambulanze, destinate al trasporto degli ammalati e dei feriti di pertinenza di vari enti di assistenza e pronto soccorso da determinare con provvedimento dell'Amministrazione finanziaria           | Gas naturale                             | Gas naturale                             | 40% dell'aliquota normale |
| Prodotti energetici impiegati dalle Forze armate nazionali per gli usi consentiti | Carburanti per motori                    | Benzina                                  | 359,00 € per mille litri  |
| Prodotti energetici impiegati dalle Forze armate nazionali per gli usi consentiti | Carburanti per motori                    | Gasolio                                  | 330,00 € per mille litri  |
| Prodotti energetici impiegati dalle Forze armate nazionali per gli usi consentiti | Carburanti per motori                    | GPL                                      | esenzione                 |
| Prodotti energetici impiegati dalle Forze armate nazionali per gli usi consentiti | Carburanti per motori                    | Gas naturale                             | esenzione                 |
| Prodotti energetici impiegati dalle Forze armate nazionali per gli usi consentiti | Combustibili per riscaldamento           | Gasolio                                  | 21,00 € per mille litri   |
| Prodotti energetici impiegati dalle Forze armate nazionali per gli usi consentiti | Combustibili per riscaldamento           | GPL                                      | 0,00 € per mille litri    |
| Prodotti energetici impiegati dalle Forze armate nazionali per gli usi consentiti | Combustibili per riscaldamento           | Gas naturale                             | 11,66 € per mille m3      |
| Impieghi in lavori agricoli, orticoli, in allevamento, nella silvicoltura e piscicoltura e nella florovivaistica | Gasolio                                  | Gasolio                                  | 22% dell'aliquota normale |
| Impieghi in lavori agricoli, orticoli, in allevamento, nella silvicoltura e piscicoltura e nella florovivaistica | Oli vegetali non modificati chimicamente | Oli vegetali non modificati chimicamente | esenzione                 |
| Impieghi in lavori agricoli, orticoli, in allevamento, nella silvicoltura e piscicoltura e nella florovivaistica | Benzina                                  | Benzina                                  | 49% dell'aliquota normale |

### Alcole e bevande alcoliche
La disciplina speciale è contenuta negli articoli da 27 a 39 TUA, al loro interno ripartiti in sei Sezioni, rispettivamente dedicate a: disposizioni generali (articoli da 27 a 31), alcole etilico(articoli da 32 a 33-bis), birra (articoli 34 e 35), vino (articoli da 36 a 37-bis), bevande fermentate diverse dal vino e dalla birra (articoli 38 e 38-bis) e prodotti alcolici intermedi (articoli 39).
Ad esempio, l’articolo 32 TUA prevede che l’aliquota debba essere calcolata impiegando come unità di misura l’ettolitro anidro, quando il prodotto si trovi alla temperatura di 20 °C.
| Prodotto                                          | Aliquota                               |
| ------------------------------------------------- | -------------------------------------- |
| Alcole etilico                                    | 1 035,52 € per ettolitro anidro        |
| Birra                                             | 2,94 € per ettolitro e per grado-Plato |
| Vino                                              | 0,00 €                                 |
| Bevande fermentate diverse dal vino e dalla birra | 0,00 €                                 |
| Prodotti alcolici intermedi                       | 88,67 € per ettolitro                  |

### Tabacchi lavorati
La disciplina speciale è contenuta negli articoli da 39-bis a 39-terdecies TUA.
Ad esempio, l’articolo 39-quinquies prevede che i prezzi di vendita al pubblico per queste merci vengano fissati con provvedimento del Direttore dell’Amministrazione autonoma dei Monopoli di Stato, da pubblicarsi nella Gazzetta Ufficiale della Repubblica Italiana.
Tali disposizioni sono state inserite nel Testo Unico sulle Accise secondo quanto previsto dal Decreto legislativo 29 marzo 2010, n. 48.
| Prodotto                                                              | Aliquota |
| --------------------------------------------------------------------- | -------- |
| Sigari                                                                | 23,5%    |
| Sigaretti                                                             | 24%      |
| Sigarette                                                             | 59,8%    |
| Tabacco trinciato a taglio fino da usarsi per arrotolare le sigarette | 59%      |
| Altri tabacchi                                                        | 56,5%    |
| Tabacchi da fiuto e da masticare                                      | 25,28%   |

### Energia elettrica
La disciplina speciale è contenuta negli articoli da 52 a 60 TUA.
Ad esempio, ai sensi dell’articolo 57, in deroga alla disciplina generale in materia di accertamento, è disposta l’interruzione della prescrizione del credito al momento della constatazione della violazione; il termine riprende a decorrere dal giorno in cui diviene definitivo l’atto conclusivo del procedimento penale o amministrativo, che sia stato avviato in conseguenza della violazione.
| Uso                                                      | Aliquota |
| -------------------------------------------------------- | --- |
| Qualsiasi applicazione nelle abitazioni                  | 0,0227 € per kWh |
| Qualsiasi applicazione in luogo diverso dalle abitazioni | Per i consumi mensili fino a 1 200 000 kWh: - 0,0125 € per kWh per i primi 200 000 kWh - 0,0075 € per kWh per gli ulteriori consumi fino a 1 200 000 kWh |
| Qualsiasi applicazione in luogo diverso dalle abitazioni | Per i consumi mensili superiori a 1 200 000 kWh: - 0,0125 € per kWh per i primi 200 000 kWh - 4 820,00 € per gli ulteriori consumi                       |

### Altre imposte indirette
La disciplina speciale è contenuta negli articoli da 61 a 62-quinquies TUA e contempla la soggezione ad imposta di consumo di: oli lubrificanti, bitumi di petrolio e altri prodotti (articolo 62), prodotti contenenti nicotina (articolo 62-quater), prodotti accessori ai tabacchi da fumo (articolo 62-quinquies).
| Prodotto           | Aliquota              |
| ------------------ | --------------------- |
| Oli lubrificanti   | 787,81 € per mille kg |
| Bitumi di petrolio | 30,99 € per mille kg  |